# Avenue Ernest Claes
 (avril 2025).
Si vous disposez d'ouvrages ou d'articles de référence ou si vous connaissez des sites web de qualité traitant du thème abordé ici, merci de compléter l'article en donnant les références utiles à sa vérifiabilité et en les liant à la section « Notes et références ».
L’avenue Ernest Claes est une rue bruxelloise de la commune d'Auderghem qui relie l'avenue Gustave Demey et l'avenue Guillaume Crock sur une longueur de 80 mètres. La numérotation des habitations va de 5 à 19 pour le côté impair et de 4 à 18 pour le côté pair.

## Historique et description
En 1928, la Société Immobilière, Financière et d'Entreprises Industrielles, aménagea la nouvelle voie publique dans le quartier du Pré des Agneaux. 
Le collège échevinal décida le 13 juillet 1928 de lui donner le nom du deuxième secrétaire communal du village.

### Origine du nom
Il ne s'agit pas de l'auteur flamand Ernest Claes. C'est un autre Ernest Claes que l'on honore à Auderghem.

Ernest-Joseph Claes était né dans l'entité de Watermael-Boitsfort (Auderghem) le 5 octobre 1853. Il succéda à son père en qualité de secrétaire communal ; il exerça sa fonction de 1885 à 1909. Il décéda le 24 septembre 1909.

## Situation et accès
| ___ | Ce site est desservi par la station de métro : Demey. |

## Inventaire régional des biens remarquables
- Premier permis de bâtir délivré le 29 décembre 1928 pour toutes les maisons, à l'exception de celles figurant aux quatre coins par le Comptoir National des Matériaux, établi rue de Spa, n° 56. La firme construisit aussi les premiers logements dans d'autres rues de la commune telles les rues Demuylder, Schoonejans, Smets, Geyskens et des Paradisiers.